# Давидов Семен Семенович
Семен Семенович Давидов (6 серпня 1921 — 27 червня 1945) — майор Робітничо-селянської Червоної Армії, учасник Великої Вітчизняної війни, Герой Радянського Союзу (1945).

## Біографія
Семен Давидов народився 6 серпня 1921 року в селі Троїцька (нині — Ірбейський район Красноярського краю) в селянській родині. З 1927 року проживав в Ірбейському. Закінчив сім класів школи, потім два курси педагогічного училища в Канську. У серпні 1938 Давидов був призваний на службу в Робітничо-селянську Червону Армію. У 1940 році закінчив Томське артилерійське училище, після чого був направлений на службу в Білоруську РСР. З серпня 1941 року — на фронтах Великої Вітчизняної війни. Брав участь в боях на Західному, Донському, Брянськом, Центральному, Білоруському, 1-му Білоруському фронтах. Брав участь у Сталінградській битві, боях під Орлом, форсуванні Десни і битві за Дніпро. До липня 1944 гвардії майор Семен Давидов командував дивізіоном 156-го гвардійського артилерійського полку 77-ї гвардійської мотострілецької дивізії 69-ї армії 1-го Білоруського фронту. Відзначився під час звільнення Польщі.
15 липня 1944 року дивізіон Давидова зіграв вирішальну роль у відбитті німецької контратаки проти радянських стрілецьких частин в районі міста Гужіска. Дивізіон продовжував успішно підтримувати стрілецькі частини під час форсування ними Західного Бугу, Варти, Вісли, штурмі Радом, завдавши противнику великих втрат. 4 лютого 1945 Давидов з першими взводами піхоти переправився через Одер і коригував вогонь свого дивізіону. 13 лютого завдяки його коригуванню було відбито сім німецьких контратак.
Указом Президії Верховної Ради СРСР від 27 лютого 1945 року за «зразкове виконання бойових завдань командування на фронті боротьби з німецькими загарбниками і проявлені при цьому мужність і героїзм» гвардії майор Семен Давидов був удостоєний звання Героя Радянського Союзу з врученням ордена Леніна і медалі «Золота зірка» за номером 3094.
20 червня 1945 Давидов в результаті надзвичайної події отримав важке поранення в праву скроневу область. Від отриманих поранень він помер 27 червня 1945 року в госпіталі. Похований в місті Бернау.
Був також нагороджений орденами Червоного Прапора, Олександра Невського, Вітчизняної війни 2-го ступеня, Червоної Зірки, а також рядом медалей.